# Linea 8 (metropolitana di Madrid)
La linea 8 è la linea della metropolitana di Madrid collega la stazione di Nuevos Ministerios con quella al terminal 4 dell'Aeroporto di Madrid-Barajas.
Il 22 gennaio 1998 la vecchia tratta della linea 8, compresa tra le stazioni di Fuencarral e Avenida de América, venne inglobato all'interno della linea 10. Questo portò alla scomparsa del numero 8 come numerazione all'interno del sistema metropolitana madrileno fino all'inaugurazione della nuova linea, che venne aperta il 24 giugno dello stesso anno. Conta 8 stazioni e si estende per 16,5 km.
È indicata con il colore rosa.

## Storia

### La vecchia Linea 8

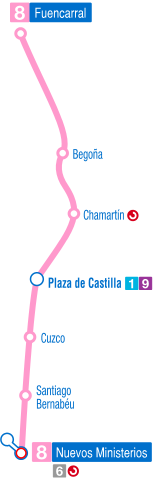
Percorso della vecchia Linea 8

Nel progetto di ampliamento della rete degli anni '70 vi era la costruzione di una linea che unisse il versante nord della città con quello sud seguendo l'asse Castellana-Recoletos-Prado partendo da Fuencarral passando per la Stazione Atocha, dove si sarebbe biforcata portando a Puente de Vallecas da una parte e a Carabanchel dall'altro. Di questo progetto iniziò la costruzione del tratto tra Nuevos Ministerios e Fuencarral, il quale venne inaugurato il 9 giugno 1982. La linea venne inaugurata in occasione del Campionato mondiale di calcio 1982, in quanto la linea serviva lo Stadio Santiago Bernabéu presso la stazione Lima. Il 18 dicembre 1997 tale stazione cambia nome e prende il nome attuale (Santiago Bernabéu).
A causa delle difficoltà finanziarie della società tra gli anni '70 e '80, il resto del progetto della linea 8 venne abbandonato. Vennero effettuati dei lavori nel tunnel che collegava alla linea 8 con la linea 7, in questo modo la linea venne prolungata da Nuevos Ministerios a Avenida de América, tale tratto venne inaugurato il 23 dicembre 1986.
Con il piano di ampliamento del 1995-1999 venne introdotta la creazione di nuove linee, così come il prolungamento delle linee già esistenti. L'obiettivo era quello di superare i 200 km di estensione della rete metropolitana madrilena, nonché l'ammodernamento e l'ampliamento del parco mobile. In questo piano vi era il progetto di unificare la linea 8 con la linea 10 tramite la costruzione di un tunnel tra le stazioni di Alonso Martinez e Nuevos Ministerios. Nel 1998 viene aperto il prolungamento tra queste due stazioni, e successivamente fino a Fuencarral includendo all'interno della linea 10 la vecchia tratta della linea 8, che andò scomparendo come numerazione all'interno del sistema metropolitana madrileno fino all'inaugurazione della nuova linea 8 che avvenne alcuni mesi successivi.

### La attuale Linea 8
L'idea della realizzazione di un sistema di trasporto che unisse la città con l'aeroporto era presente da molto tempo, ma fu solo a partire dal 1995 che il progetto iniziò finalmente a vedere la luce; infatti la Comunidad de Madrid optò per la realizzazione di una linea metropolitana rapida che unisse la città partendo dalla stazione di Nuevos Ministerios, passando per il distretto Barajas per terminare la sua corsa presso l'Aeroporto di Madrid-Barajas. La costruzione dell'attuale linea 8 venne portata avanti in più parti: inizialmente venne realizzato il collegamento tra la stazione Mar de Cristal e l'aeroporto, successivamente la linea venne prolungata verso il centro città fino a Nuevos Ministerios e venne ulteriormente prolungata verso l'aeroporto.

#### La prima fase
Il 24 giugno 1998 i sovrani di Spagna, Juan Carlos I di Spagna e Sofia di Grecia, inaugurarono la nuova linea 8, tra le stazioni di Mar de Cristal e Campo de las Naciones Per commemorare l'evento, la società che si occupa della gestione della metropolitana madrileña realizzò un video in cui Alfonso XIII di Spagna inaugurava la prima linea metropolitana della città. Questo primo tratto di linea venne costruito con due tunnel a senso unico, e quando venne inaugurata la linea, venne utilizzato solamente uno dei due in quanto l'altro era ancora in fase di completamento. Quando anche l'altro tunnel venne aperto, la linea prevedeva l'utilizzo di un solo treno per tunnel che faceva da spola tra un capolinea e l'altro in quanto non era stato realizzato lo scambio che permetteva la connessione tra i due tunnel; cosa che venne realizzata nel 1999.
Il 14 giugno 1999 la linea raggiunse l'aeroporto con l'apertura della stazione Aeropuerto situata tra i terminal 1, 2 e 3; mentre il 7 settembre dello stesso anno la linea venne prolungata fino alla stazione di Barajas.

#### La seconda fase
I lavori di progettazione per il prolungamento della linea andarono avanti così come era indicato nel piano di ampliamento del trasporto 1999-2003: iniziarono così i lavori di prolungamento della linea fino a Nuevos Ministerios. Inoltre si decise di acquistare per la suddetta linea 10 treni composti da tre casse con tensione pari a 1550 CC invece che della standard 600 CC. Per poterli mettere in servizio la linea venne chiusa per 15 giorni nel dicembre 2001 in modo da modificare la tensione, le banchine all'interno delle stazioni e per testare i treni. Il 21 maggio 2002 il presidente del governo spagnolo, José María Aznar, inaugurò la nuova tratta.

#### La terza fase: Pinar del Rey y Aeropuerto T4
Il 3 maggio del 2007 è stata aperta una nuova stazione della linea, Aeropuerto T4.

#### La chiusura per lavori e cambi nomi
La linea rimase chiusa per lavori tra il 26 gennaio e l'11 aprile 2017. I lavori subiti dalla linea sono stati lavori di ammodernamento e rimodellamento. Il costo dei lavori è stato di 20 milioni di euro. La linea ha riaperto con una settimana di anticipo rispetto al tempo stabilito.
Nello stesso anno due stazioni subirono un cambio di nome: 
- Campo de las Naciones cambiò nome in Feria de Madrid, vista la vicinanza con il polo fieristico della città[13].
- Estadio Olímpico cambiò nome in Estadio Metropolitano per via della vicinanza col Wanda Metropolitano.[14]

## Descrizione

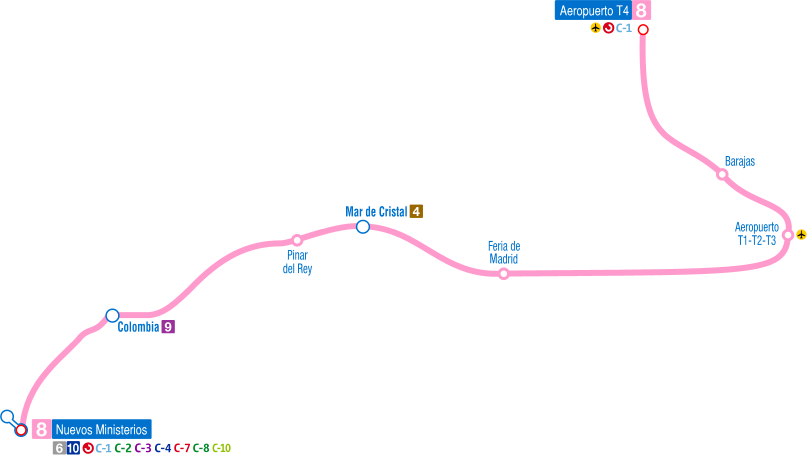
Percorso dell'attuale Linea 8

Si compone di 8 stazione e ha una lunghezza totale di 16,5 km. La sua inaugurazione risale al 24 giugno 1998. La linea viene considerata una linea express di connessione tra la città e l'aeroporto; a causa del fatto che non raggiunge il centro città la linea ha poca connessione con le altre linee esistenti.
Si interscambia con la linea 4 presso la stazione di Mar de Cristal, con le linee 6 e 10 presso la stazione di Nuevos Ministerios, infine si interscambia presso la stazione di Colombia con la linea 9. Sulla linea sono anche presenti scambi con le Cercanías di Madrid e interscambi con le linee di autobus interurbani.
È tra le linee più accessibili a persone con difficoltà motorie, insieme con le linee della metropolitana leggera, le linee 3, 11, 12 e il Ramal.

## Progetti futuri
| Tratta                       | Inizio lavori | Inaugurazione (prevista) | Lunghezza | Stazioni | Stato            |
| ---------------------------- | ------------- | ------------------------ | --------- | -------- | ---------------- |
| Feria de Madrid ↔ Valdebebas | ?             | 2023                     | 4,5 km    | 3        | In progettazione |

È in fase di progettazione la realizzazione di un ramo dalla stazione Feria de Madrid per collegare l'area residenziale di Valdebebas con tre nuove stazioni.